# Obroatis licentiata
Obroatis licentiata är en fjärilsart som beskrevs av Paul Dognin 1914. Obroatis licentiata ingår i släktet Obroatis och familjen nattflyn. Inga underarter finns listade i Catalogue of Life.